# Tadeusz Machalski
Tadeusz Machalski, poljski general, * 1893, † 1983.